# Giovanni Angelo Becciu
Mons. Giovanni Angelo Becciu (* 2. června 1948, Pattada) je italský římskokatolický duchovní a kardinál. V září 2020 se svých kardinálských pravomocí vzdal.
Stal nejvýše postaveným církevním hodnostářem, který kdy stanul před vatikánským trestním soudem. Ten jej v prosinci 2023 odsoudil k 5,5 letům vězení za zpronevěru při správě majetku katolické církve. Podstatná část procesu se týkala investice 300 milionů liber do rekonstrukce luxusní nemovitosti v Londýně, kterou v roce 2022 církev prodala se zhruba třetinovou ztrátou.

## Mládí a kněžská služba
Narodil se 2. června 1948 v Pattadě. Po dokončení studií teologie a filosofie byl biskupem Francescem Cogonim 27. srpna 1972 vysvěcen na kněze. Byl pozván na Papežskou církevní akademii aby získal zkušenosti v diplomacii a doktorský titul. Po čtyřech letech získal doktorský titul z kanonického práva a 1. května 1984 vstoupil do diplomatických služeb Svatého stolce. Pracoval v papežských reprezentacích v Středoafrické republice, Súdánu, na Novém Zélandu, v Libérii, Spojeném království, Francii a Spojených státech. Mluví francouzsky, anglicky, španělsky a portugalsky.

## Arcibiskup a apoštolský nuncius
Dne 15. října 2001 byl papežem Janem Pavlem II. jmenován apoštolským nunciem v Angole a titulárním arcibiskupem rosellským. Po měsíci byl jmenován apoštolským nunciem na Svatém Tomáši a Princově ostrově. Biskupské svěcení přijal 1. prosince 2001 z rukou kardinála Angela Sodana a spolusvětiteli byli arcibiskup Paolo Romeo a biskup Sebastiano Sanguinetti.
Dne 23. července 2009 jej papež Benedikt XVI. ustanovil apoštolským nunciem Kuby. Zde hrál roli v jednání, které vedlo k propuštění desítek politických vězňů.
Na Kubě zůstal do 10. května 2011, kdy byl povolán do Římské kurie aby pracoval jako substitut pro všeobecné záležitosti Státního sekretariátu. V této funkci nahradil Fernanda Filoniho, který byl jmenován prefektem Kongregace pro evangelizaci národů.
Substitut pro všeobecné záležitosti se obvykle setkává každodenně s papežem a stará se o obchodování Vatikánu, tuto pozici lze přirovnat s náčelníkem štábu Bílého domu. Je přímo podřízen Kardinálovi státnímu sekretáři.
V lednu 2014 vyzval bývalého vicekomandéra Švýcarské gardy, aby mu sdělil jména týkající se ‘gay lobby’ existující ve Vatikánu.

## Kardinálem
Dne 20. května 2018 papež František oznámil, že jej na konzistoři 29. června 2018 jmenuje kardinálem.
Papež František jej 4. února 2017 jmenoval zvláštní vatikánským pověřencem pro Suverénní řád Maltézských rytířů. 22. června 2017 byl řádovým velmistrem Giacomem dalla Torre přijat do Maltézského řádu jako Konventuální kaplan velkého kříže ad honorem.
Od 1. září 2018 byl prefektem Kongregace pro blahořečení a svatořečení. Na funkci prefekta rezignoval 24. září 2020, současně se vzdal výkonu pravomocí kardinála. Jeho odchod je spojen se skandálem kolem kontroverzního nákupu luxusních nemovitostí v Londýně za peníze církevního státu.